# Výpravčí

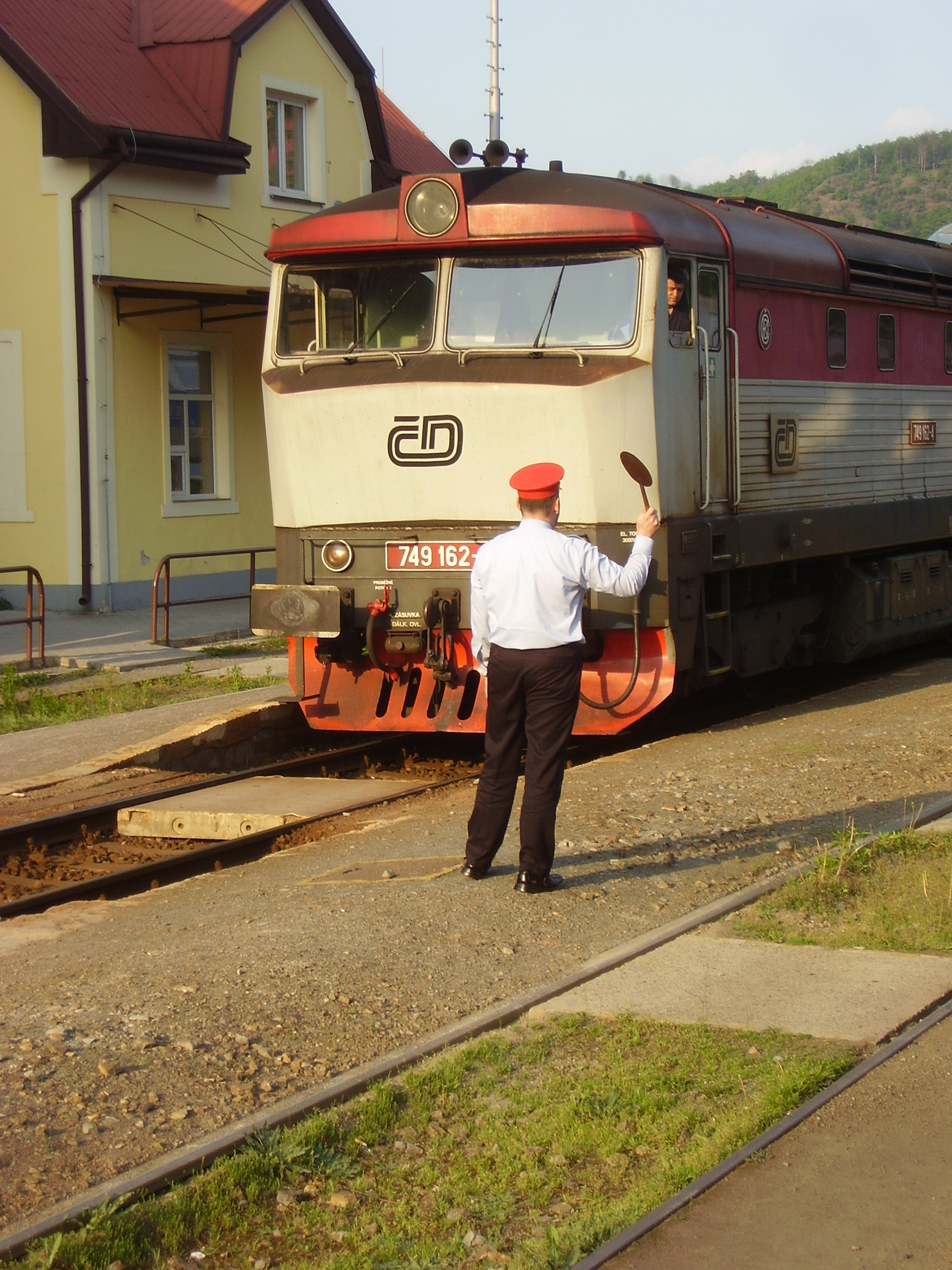
Výpravčí při vypravování osobního vlaku ve stanici Vrané nad Vltavou

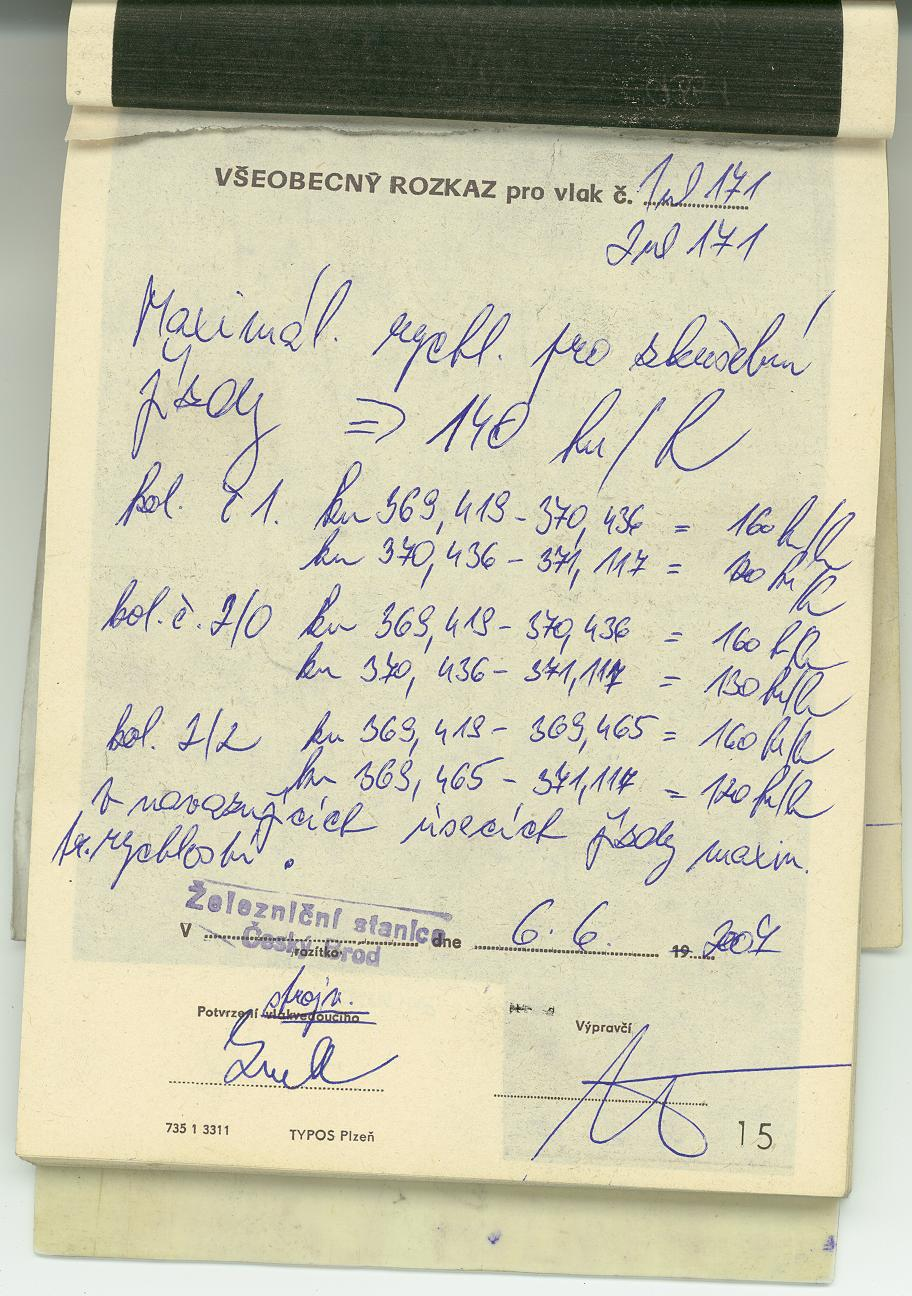
Písemný rozkaz

Výpravčí je v železniční dopravě zaměstnanec provozovatele dráhy, který řídí provoz vlaků a posunu ve stanicích, výhybnách a odbočkách, které jsou dopravnami. Ve spolupráci s výpravčími sousedních stanic také řídí vlakovou dopravu v přilehlých traťových úsecích. Povinné informace o jízdách vlaků výpravčí zaznamenává do dopravního deníku vedeného v elektronické nebo papírové formě. Je vedoucím směny ve stanici (tj. bezprostředně nadřízen všem zaměstnancům zúčastněným na provozu železniční dopravy - strojvedoucí, vlakvedoucí, průvodčí, signalisté, výhybkáři apod.).
Způsob řízení jízd vlaků a posunu závisí na typu zabezpečovacího zařízení. Ve stanicích se staničním zabezpečovacím zařízením (SZZ) 1. kategorie staví vlakové cesty podle pokynů výpravčího výhybkáři, ve stanicích s SZZ 2. kategorie pak signalisté. V případě SZZ 3. kategorie pak výpravčí staví vlakové cesty přímo obsluhou zabezpečovacího zařízení, obsluhou tohoto zařízení staví i vlakové cesty, v případě přepnutí části obvodu stanice na místní ovládání však mohou být stavěny i signalisty, posunové cesty pak i pracovníky posunové čety z pomocných stavědel.
V neželezniční dopravě (např. tramvaje, autobusy, trolejbusy) se jako výpravčí označuje pracovník výpravny, který odpovídá za vypravení vozidel a řidičů z depa (garáže, vozovny) na trať. Přiděluje řidičům vozy a vozové náležitosti a přebírá je zpět po skončení služby, připravuje a upravuje rozpis směn řidičů a operativně řeší jejich absenci a náhradu atd. Zpravidla jde o směnovou práci, přičemž směnovým výpravčím, vykonávajícím operativní činnosti, může být nadřízen hlavní výpravčí, pokud jeho činnost nevykonává přímo jiný pracovník (například vedoucí provozu) nebo specializovaná pracoviště pro přípravu provozu či personální činnost.

## Druhy železničních výpravčích
Ve větších stanicích je vzhledem ke složitějšímu a intenzivnějšímu provozu i několik výpravčích, pro které se používají následující označení (tato označení nejsou nijak kodifikována a jejich názvy i náplň práce se může místně lišit):
- hlavní výpravčí - vrcholově řídí provoz ve stanici
- traťový výpravčí - je odpovědný za provoz na přidělených přilehlých traťových úsecích a komunikuje s výpravčími sousedních stanic
- výpravčí panelista - podle pokynů hlavního výpravčího obsluhuje zabezpečovací zařízení v přiděleném obvodu stanice
- venkovní výpravčí - je odpovědný za výpravu vlaků, jejich zpravování apod.
- dispoziční výpravčí - vedle funkcí spojených s vlastní stanicí vydává dispozice pro provoz na přidělené trati, kde není provozní dispečer
- zátěžový výpravčí - zpravidla se přímo nepodílí na řízení vlakové dopravy (proto také je odlišně od úvodní definice zaměstnancem provozovatele drážní dopravy) a je odpovědný za vlakotvornou práci v nákladní dopravě ve stanici, obsluhu vleček apod.
- výpravčí DOZ - drážní dopravu řídí a organizuje pomocí dálkově ovládaného zabezpečovacího zařízení, kterým ovládá více stanic současně.

Pokud výpravčí současně řídí dopravu na trati se zjednodušeným řízením drážní dopravy, jedná se současně o dirigujícího dispečera.

## Výprava vlaků

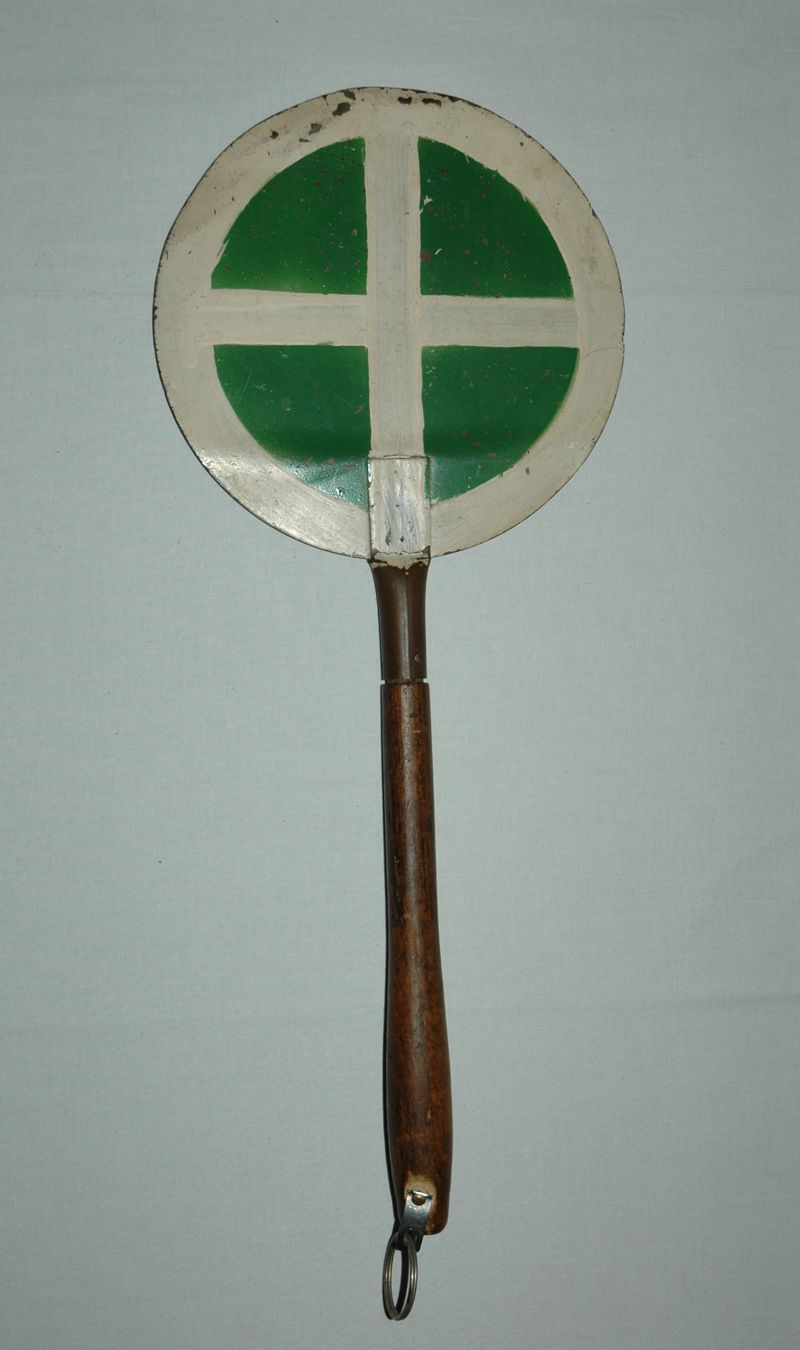
Denní výpravka

Pro veřejnost je nejvíce viditelnou částí práce výpravčího výprava vlaků pomocí denní či noční výpravky. Ta se týká ponejvíce vlaků s přepravou cestujících, neboť ostatní vlaky jsou vypravovány postavením návěstidla do polohy povolující jízdu. Pokud výprava návěstním znakem hlavního návěstidla není možná, je jednou z možností rovněž výprava výpravkou. Za určitých okolností předává vypravovaným vlakům písemné rozkazy. Od 1.7.2013 mají již všichni výpravčí červené čepice, vypravují vlak pouze tam, kde není možná výprava odjezdovým návěstidlem (např. žst Ledečko apod.). Výpravčí dává strojvedoucím návěst "volno" výpravkou, to však nic neznamená (jen že vlaková cesta je postavena a v čase odjezdu a po splnění povinností dopravce může odjet) - vlakový doprovod provede úkony stejné, jako při výpravě vlaku pomocí odjezdového návěstidla (liší se dle dopravce).

## Výpravčí a dálkové ovládání
Náplň práce výpravčích se postupně mění s rozšiřováním dálkově ovládaných zabezpečovacích zařízení (DOZ), kdy stavění vlakových (a některých posunových) cest probíhá dálkově z pracoviště dispečerů DOZ. V takové stanici nebo výhybně pak není výpravčí buď vůbec přítomen, nebo pouze ve funkci tzv. pohotovostního výpravčího, který se řízením dopravy zabývá pouze v případě plánovaných výluk DOZ nebo poruch, kdy dálková obsluha není možná.
V některých případech je také zřízena dálková obsluha jedné stanice ze sousední stanice, pak výpravčí v řídící stanici ovládá zabezpečovací zařízení ve vlastní stanici a dálkově i v řízené stanici.